# Louvilliers-en-Drouais
Louvilliers-en-Drouais ist eine französische Gemeinde mit 221 Einwohnern (Stand: 1. Januar 2022) im Département Eure-et-Loir in der Region Centre-Val de Loire; sie gehört zum Arrondissement Dreux und zum Kanton Dreux-1. 

## Geographie
Louvilliers-en-Drouais liegt etwa sechs Kilometer westsüdwestlich des Stadtzentrums von Dreux. Umgeben wird Louvilliers-en-Drouais von den Nachbargemeinden Vert-en-Drouais im Norden und Osten, Allainville im Süden, Boissy-en-Drouais im Süden und Südwesten sowie Saint-Rémy-sur-Avre im Nordwesten.

## Bevölkerungsentwicklung
| Jahr                       | 1962 | 1968 | 1975 | 1982 | 1990 | 1999 | 2006 | 2013 | 2020 |
| Einwohner                  | 62   | 62   | 72   | 145  | 179  | 172  | 193  | 204  | 204  |
| Quellen: Cassini und INSEE |      |      |      |      |      |      |      |      |      |

## Sehenswürdigkeiten
- Kirche Saint-Léger
- Geodätische Stele aus dem 18. Jahrhundert, seit 1965 Monument historique

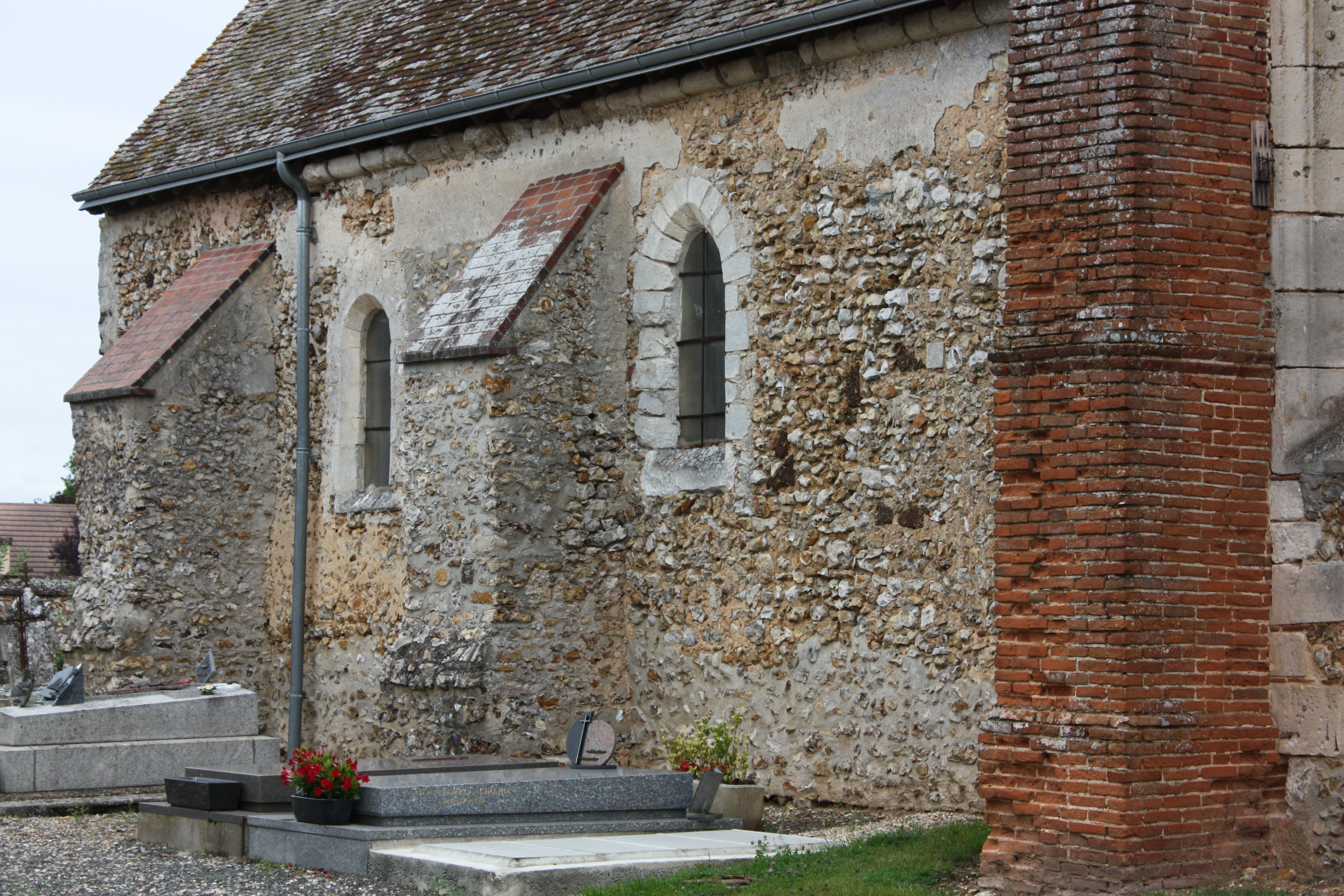
Kirche Saint-Léger
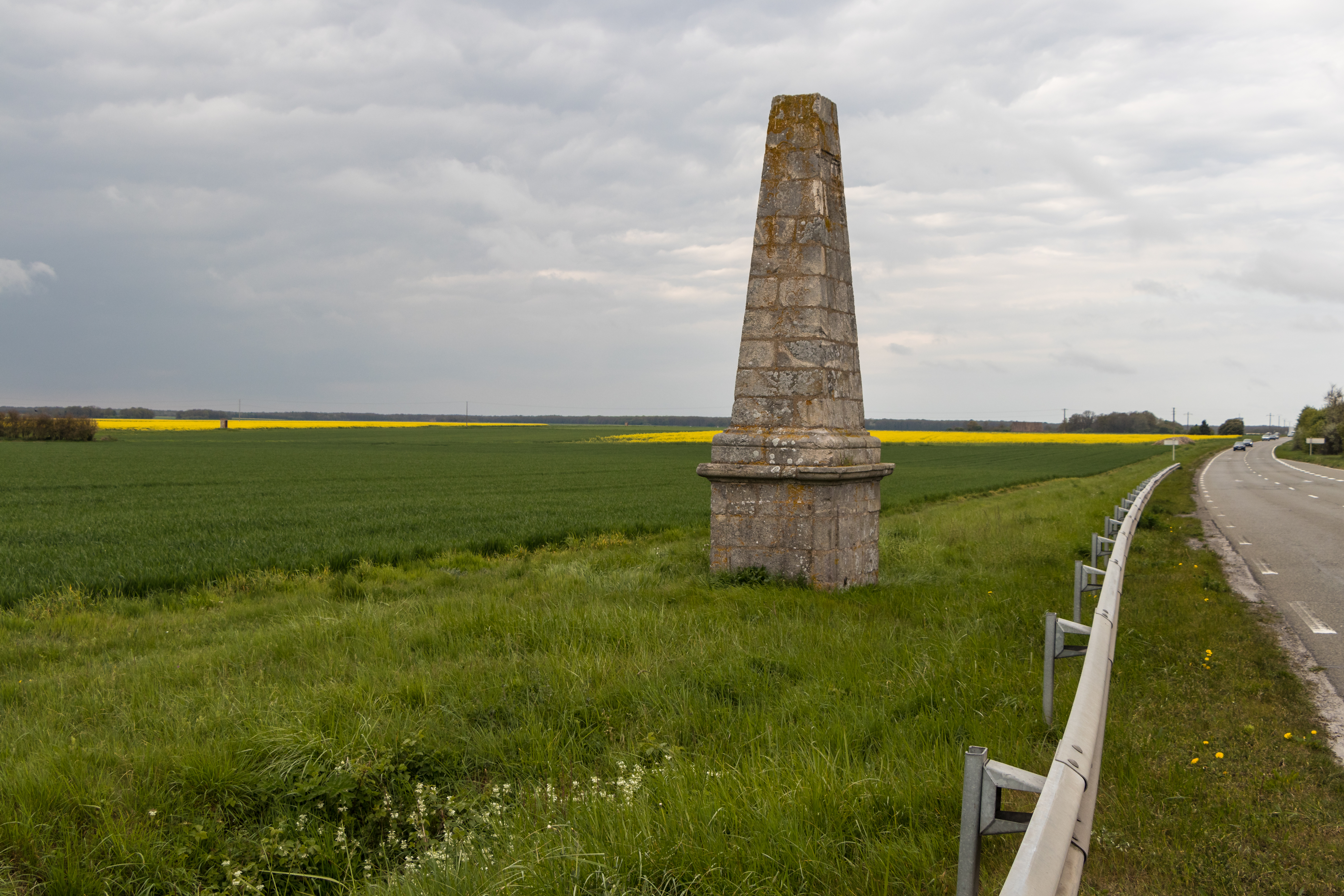
Geodätische Stele